# ارتورناویره
ارتورناویره (به لاتین: Orthornavirae)، بک فرمانرو از ویروس‌ها است که دارای ژنومهای ساخته‌شده از ریبونوکلئیک اسید  (RNA)، از جمله ژن‌هایی است که یک RNA پلیمراز وابسته به RNA را رمزگذاری می‌کند. این RNA پلیمراز برای رونویسی ژنوم RNA ویروسی به آران‌ای پیام‌رسان (mRNA) و برای همانندسازی ژنوم استفاده می‌شود. ویروس‌ها در این فرمانرو دارای چندین ویژگی مشترک هستند که سبب تکامل سریع از جمله نرخ بالای جهش ژنتیکی، نوترکیبی، و بازآرایی می‌شود.

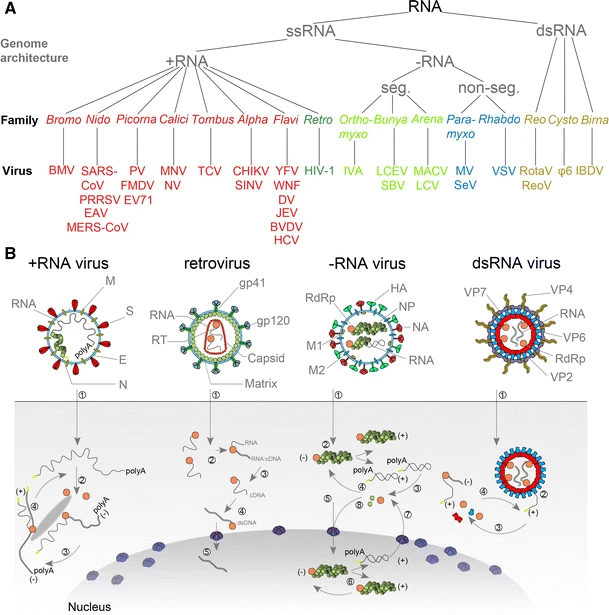
نوع ژنوم و چرخه همتاسازی ویروس‌های مختلف RNA